# Сухостав

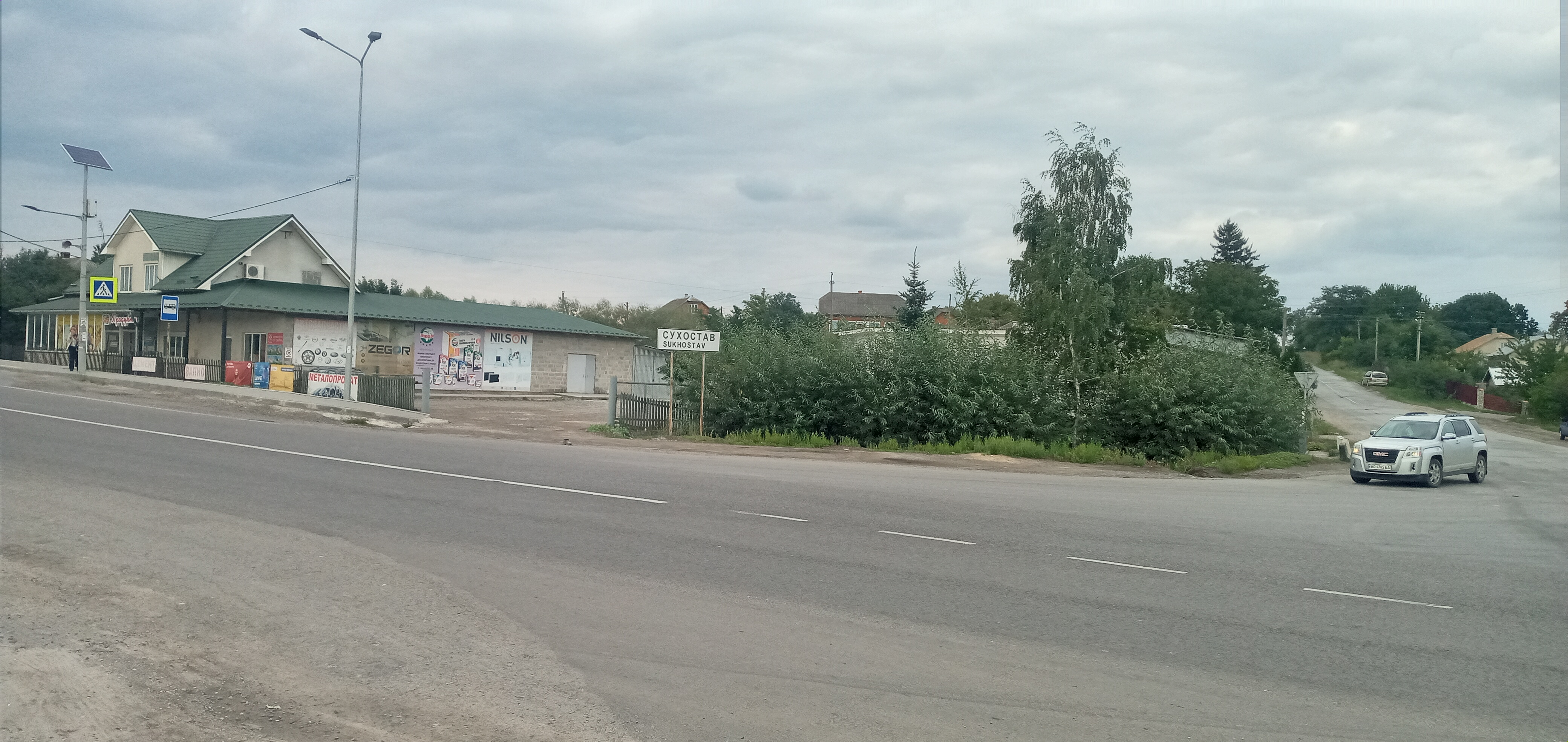
В'їзд в село Сухостав

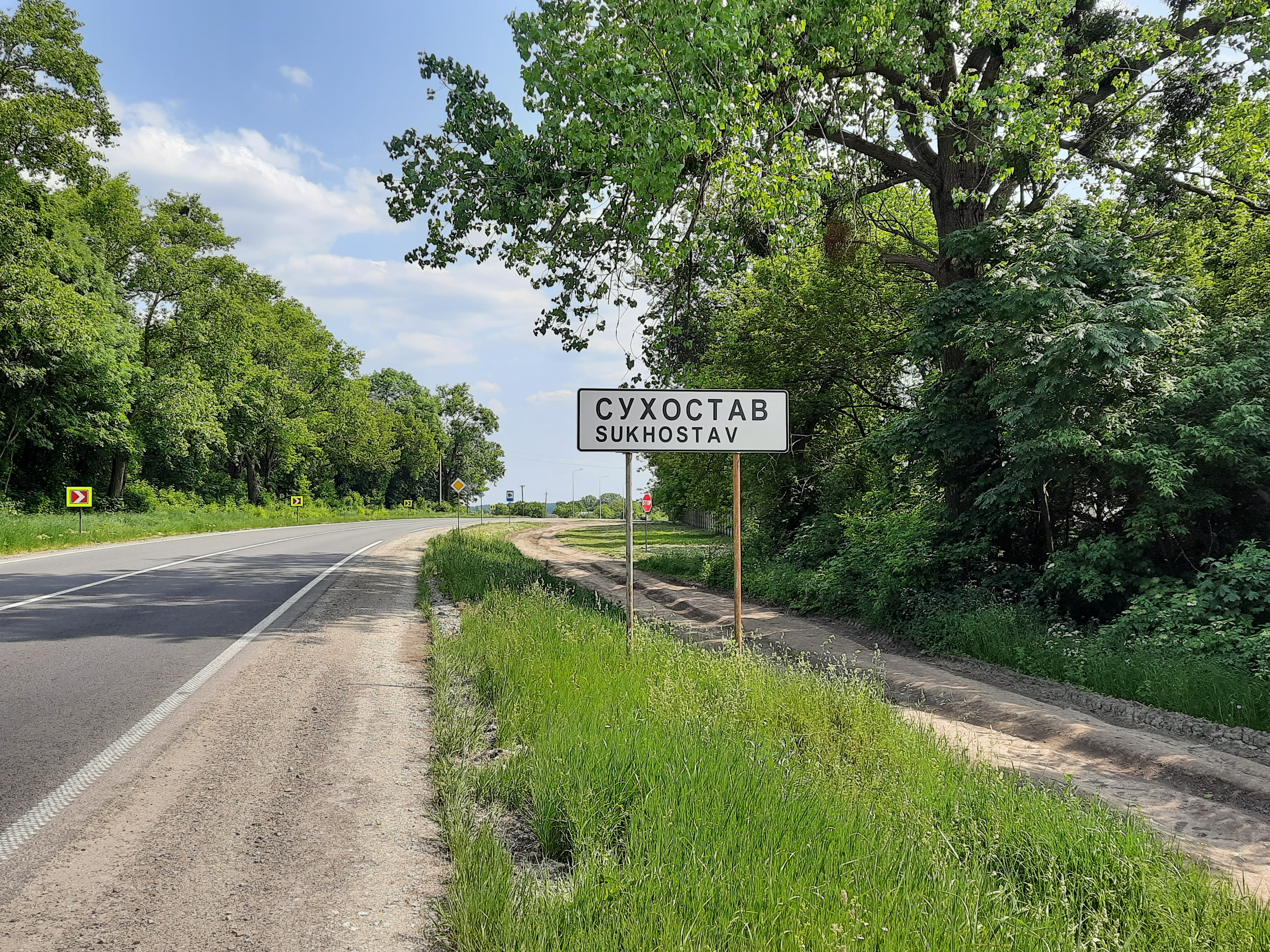
Дорожній знак при в'їзді в село

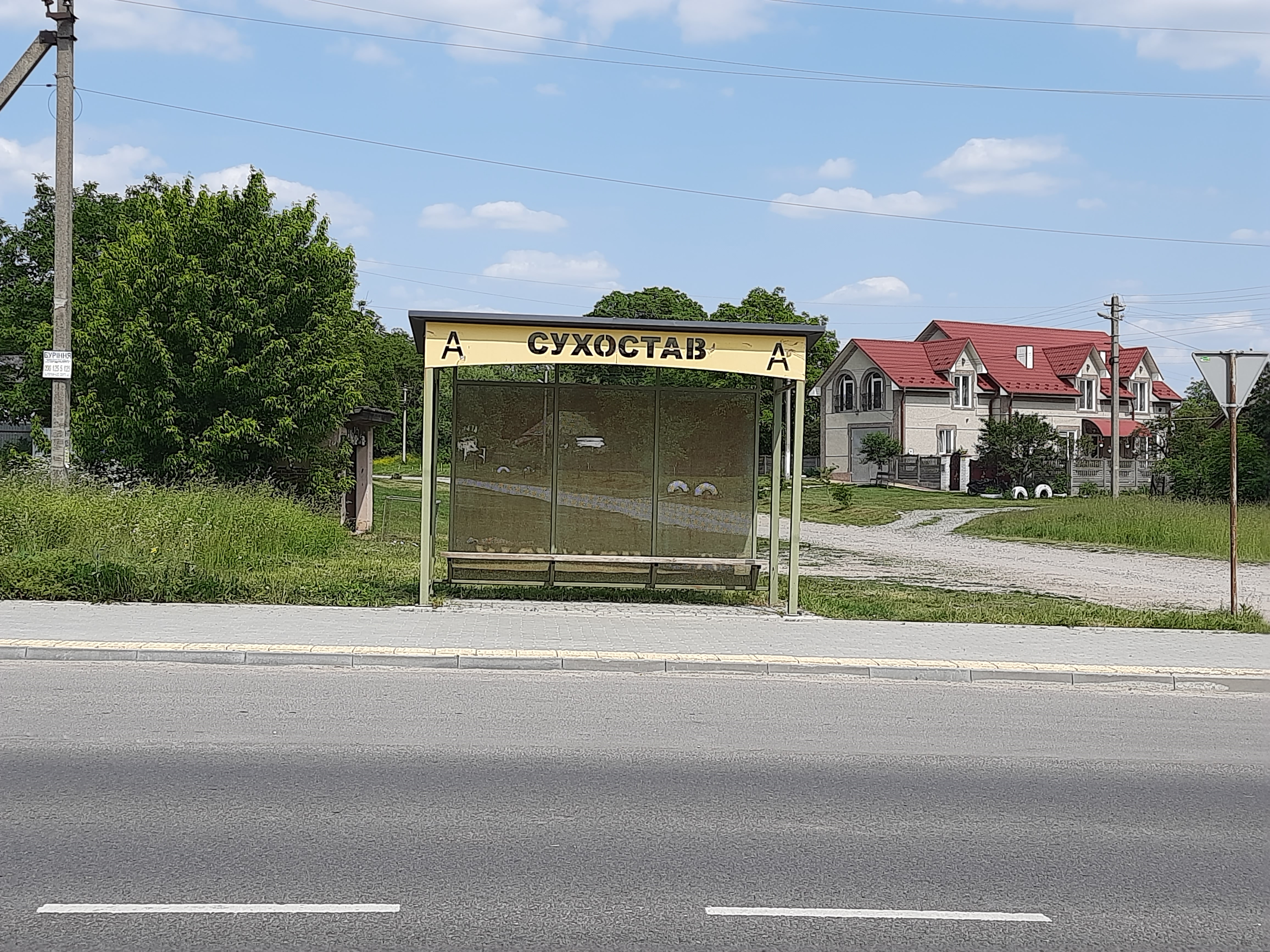
Автобусна зупинка

Сухоста́в — село в Україні, у Копичинецькій міській громаді, Чортківського району, Тернопільської області на півночі району. Розташовується над річкою Нічлавка, на протилежному березі розташовується Яблунів. Центр колишньої сільради. Розташоване на відтинку Теребовля — Чортків автодороги Дубне — Тернопіль — Чернівці.
Населення — 908 осіб (2025).

## Географія
На північному заході від села бере початок річка Нічлавка, права притока Нічлави (басейн Дністра).

## Історія

### Археологічні дослідження
Поблизу Сухоставу виявлено археологічні пам'ятки культури лінійно-стрічкової кераміки, трипільської (поселення Сухостав), голіградської, черняхівської культур.
Розвідкою Г. К. Свєшнікова уточнено в 1952 р. територію поселення перших століть н. е. на полях «Великі» і «Малі долини» та зібрано підйомний матеріал, щоскладається з уламків кераміки, метелевих виробів, кам'яних намистинок і частини жорнового каменю.
Роботами Копичинецької експедиції (Копичинецького розвідувального загону) проведено розкопи поселення ранньоскіфського часу в урочищі «Говдри». Досліджено три землянки VII ст. до н. е. та ряд господарських ям. Здобутий розкопами речовий матеріал найбільш зближений до синхронного йому матеріалу з Середнього Подніпров'я. В роботах експедиції брали участь: Свєшніков І. К — керівник експедиції, наукові працівники Львівського історичного музею — Г. М. Власова, В. П. Савич, 3. А. Володченко, наукові працівники Дубнівського краєзнавчого музею — Є. Г. Нефедовський, В. Д. Селедець.

### Польський період
1553 р. стражник коронний Миколай Потоцький отримав від короля Сігізмунда ІІ Августа привілей на заснування містечка з маґдебурзьким правом під назвою Сухостав. Імовірно, від тих часів містечко користувалося гербом, опис якого зберігся в польських джерелах XIX століття: на блакитному щиті срібний семипроменевий хрест (герб роду Потоцьких "Пилява"), під яким золота риба.
Польський дослідник М.Курзей стверджує, що місто Яблунів було засноване на ґрунті села Сухостав у 1553 році.

### Австрійський період
За австрійських часів містечко належало до Заліщицького округу, 19 ст. — до Гусятинського, згодом Копичинецького повітів.
Діяли філії українських товариств «Просвіта», «Січ», «Луг», «Сільський господар», «Союз українок» та інших, кооператива.

### Період Незалежності
З 30 липня 2018 р. у складі Копичинецької міської громади.
12 червня 2020 року, відповідно до розпорядження Кабінету Міністрів України № 724-р «Про визначення адміністративних центрів та затвердження територій територіальних громад Тернопільської області» увійшло до складу Копичинецької міської громади .
19 липня 2020 року, в результаті адміністративно-територіальної реформи та ліквідації Гусятинського району, село увійшло до складу новоутвореного Чортківського району.

## Політика

### Парламентські вибори, 2019
На позачергових парламентських виборах 2019 року у селі функціонувала окрема виборча дільниця № 610255, розташована у приміщенні клубу.
Результати
- зареєстровано 635 виборців, явка 69,92%, найбільше голосів віддано за «Слугу народу» — 48,31%, за Всеукраїнське об'єднання «Батьківщина» — 15,58%, за «Голос» — 9,03%.[7] В одномандатному окрузі найбільше голосів отримав Ігор Сопель (Слуга народу) — 44,57%, за Миколу Люшняка (самовисування) — 20,36%, за Аллу Стечишин (самовисування) — 10,86%[8].

## Населення

### Мова
Розподіл населення за рідною мовою за даними перепису 2001 року:
| Мова       | Кількість | Відсоток |
| ---------- | --------- | -------- |
| українська | 978       | 99.59%   |
| російська  | 3         | 0.31%    |
| польська   | 1         | 0.10%    |
| Усього     | 982       | 100%     |

## Релігія
- церква Різдва Пресвятої Богородиці (1888, дерев'яна, ПЦУ),
- церква Різдва Пресвятої Богородиці (1997, мурована, УГКЦ).

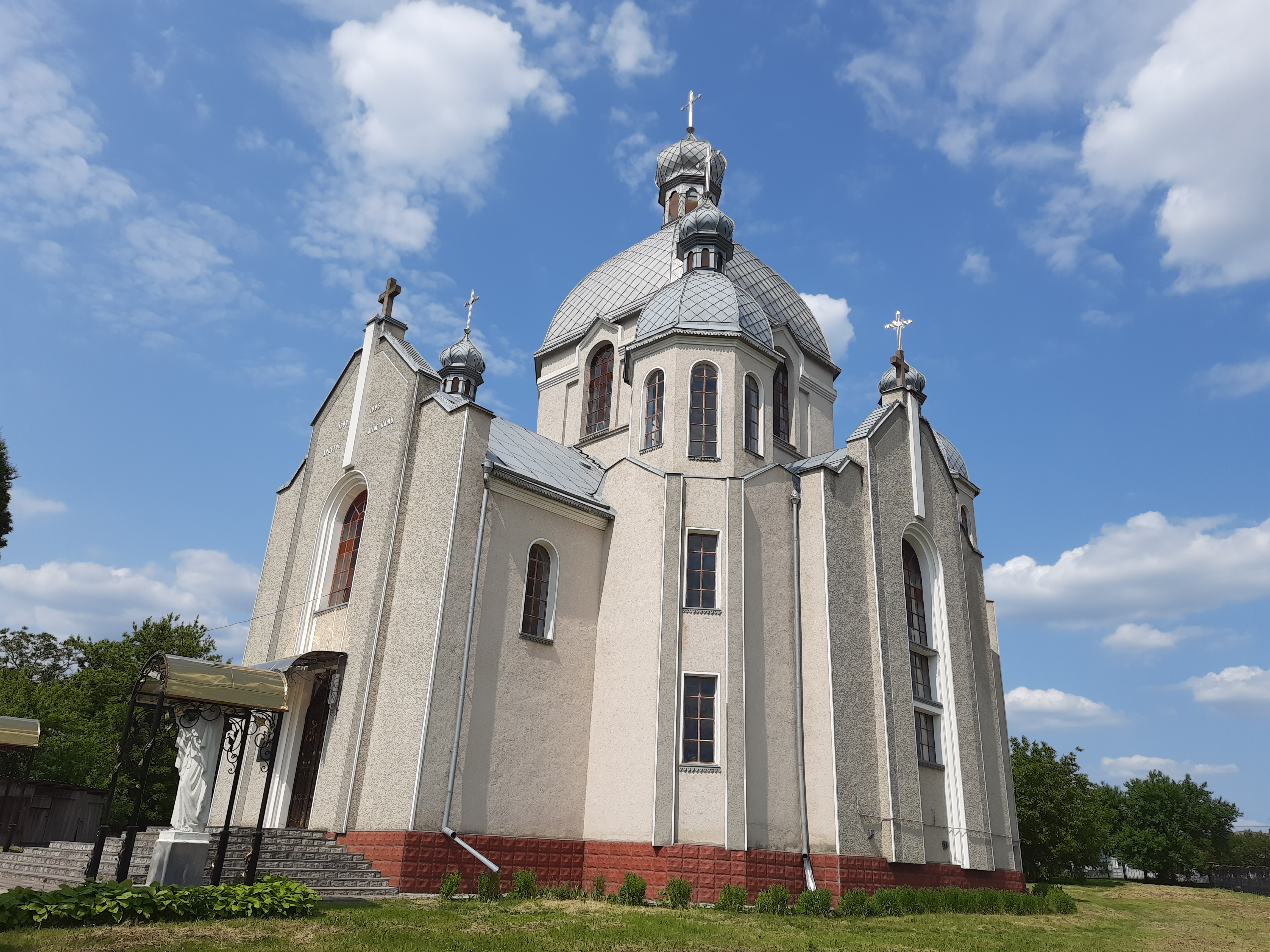
Церква Різдва Пресвятої Богородиці УГКЦ
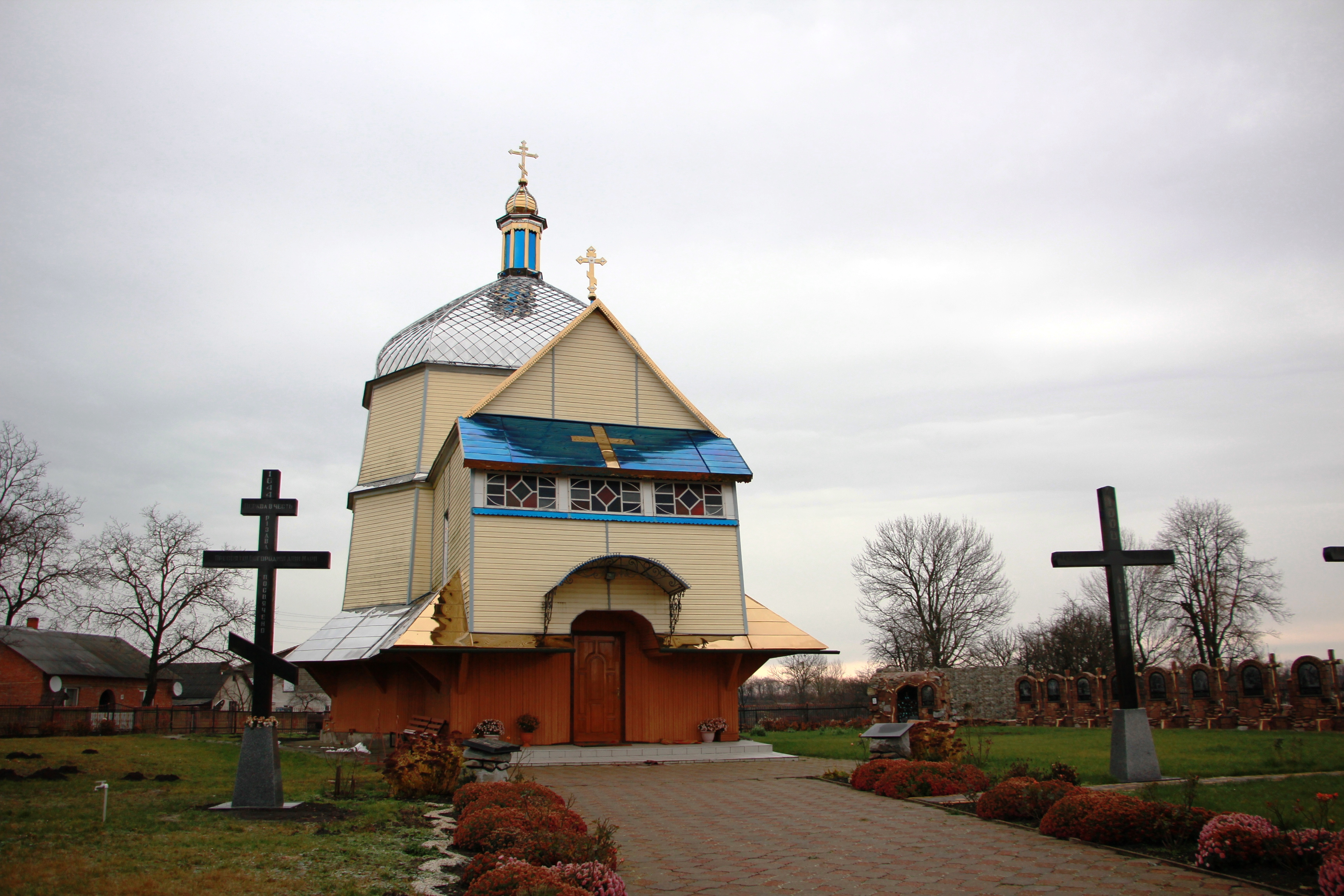
Церкви Різдва Пресвятої Богородиці 1888
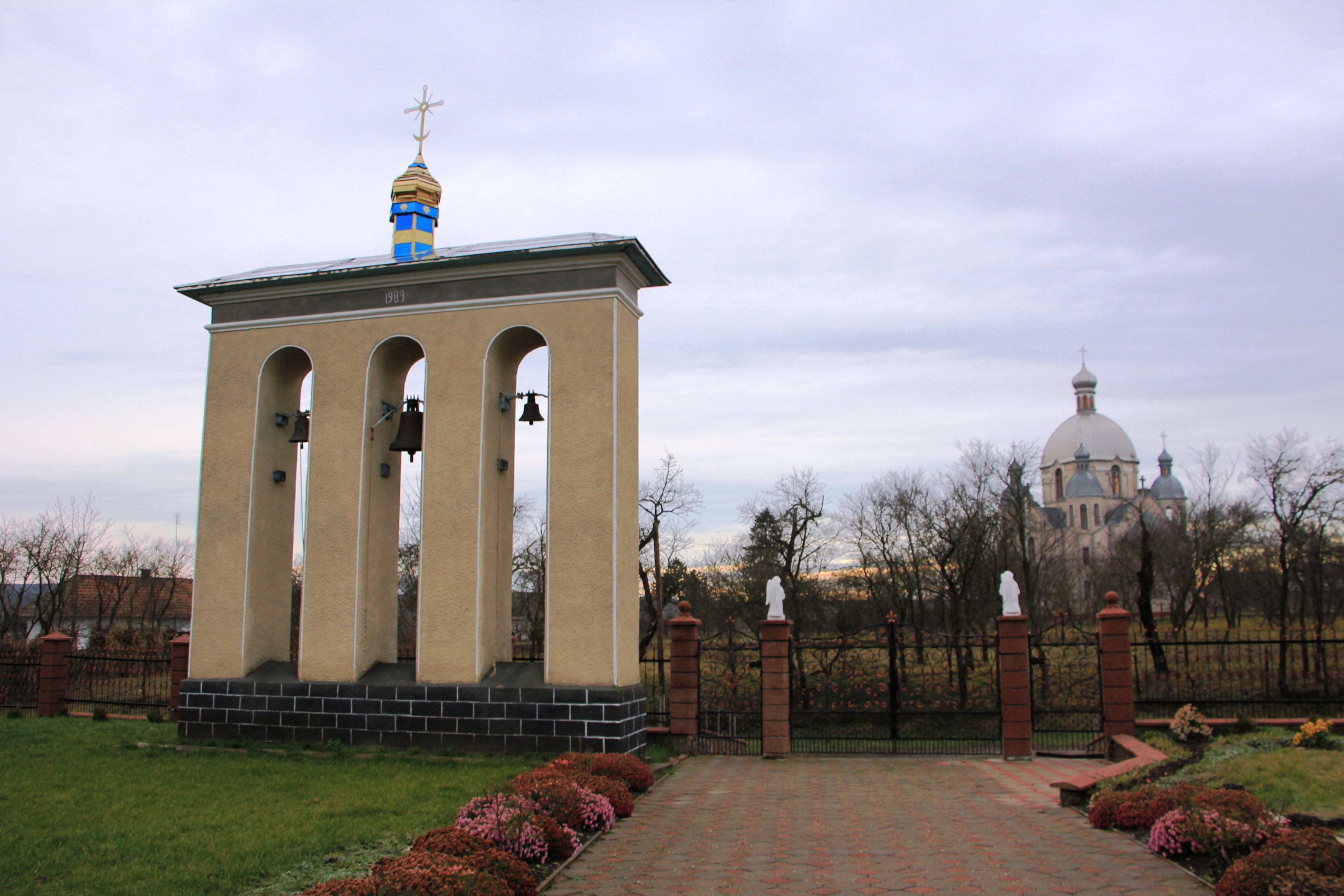
Церкви Різдва Пресвятої Богородиці 1888 (дзвіниця)
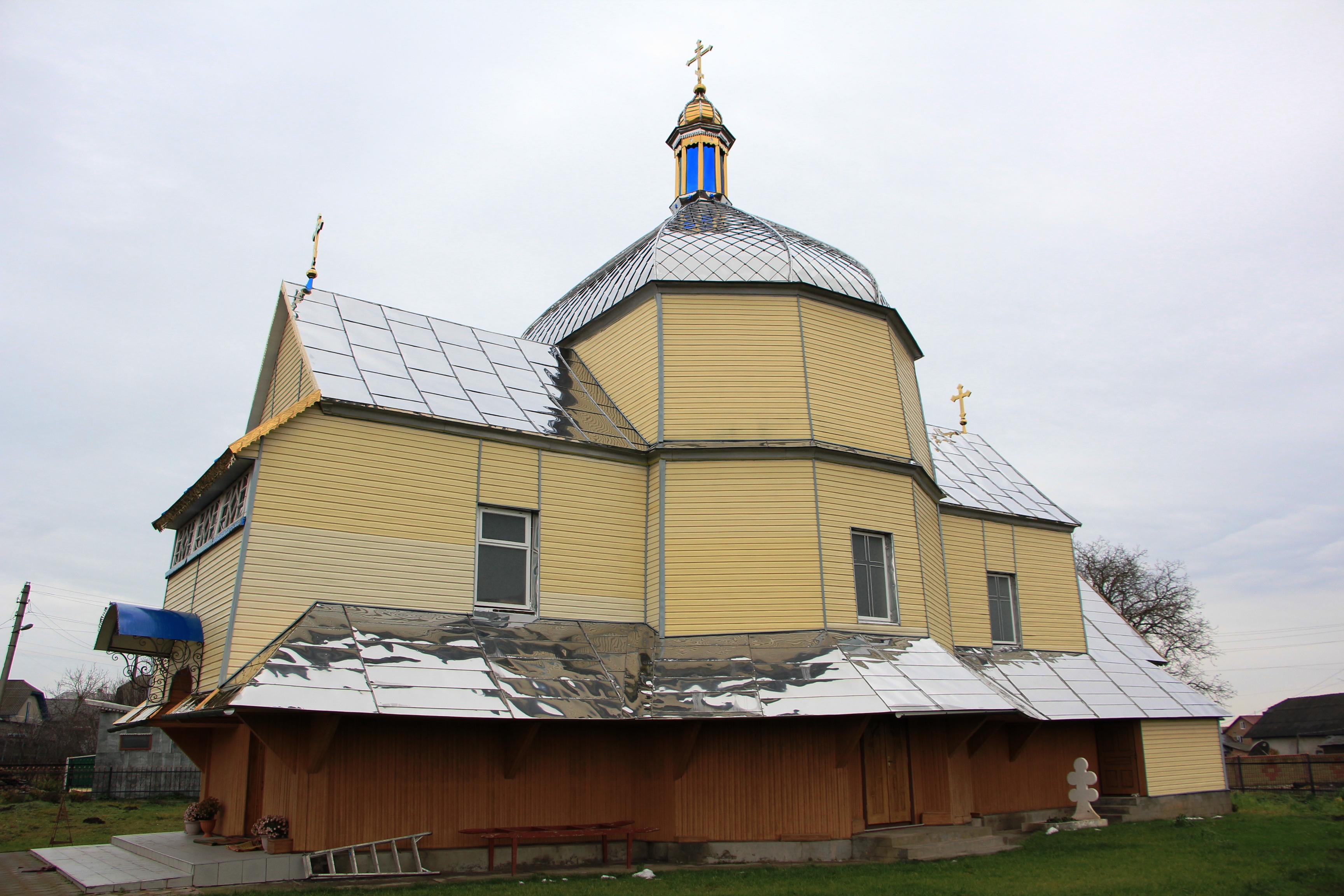
Церкви Різдва Пресвятої Богородиці 1888 (дзвіниця)
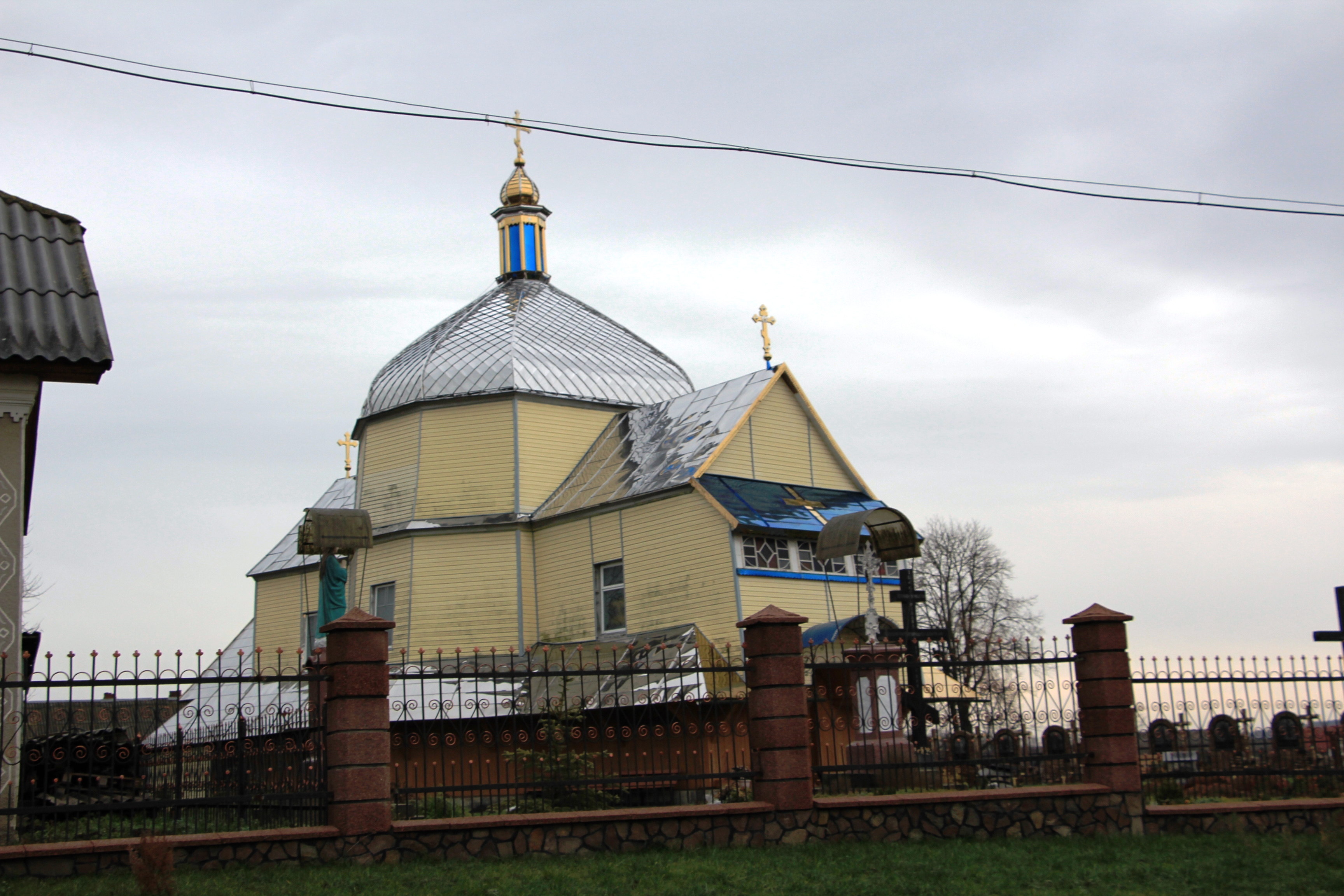
Церкви Різдва Пресвятої Богородиці 1888 (дзвіниця)

## Пам'ятки
Споруджено пам'ятник воїнам-односельцям, полеглим у німецько-радянській війні (1967), насипано символічну могилу УСС (1990).

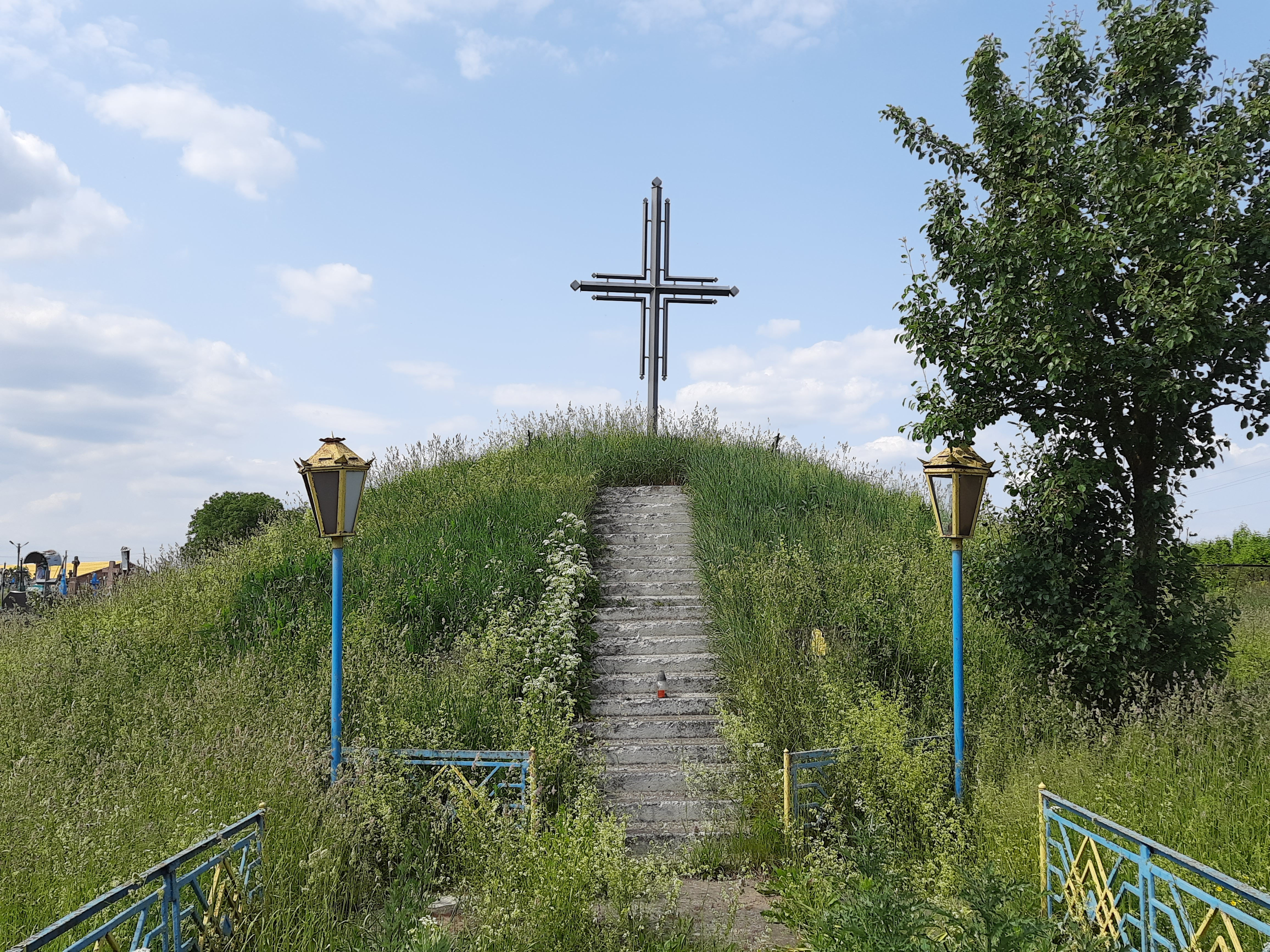
Символічна могила Борцям за волю України

## Соціальна сфера
Працюють ЗОШ 1 ступ., бібліотека, торговельні заклади, ФАП, відділення зв'язку.

## Відомі люди

### Народилися
- просвітницький діяч, меценат А. Дереворіз,
- мовознавець Є. Нападій,
- діяч ОУН і УПА С. Нападій.
- Дереворіз Михайло Іванович (1933—2013) — український філолог.